# Bernard Gavillet
Bernard Gavillet (Monthey,  6 de marzo de 1960 - cantón del Valais, 13 de junio de 2024)  fue un ciclista suizo.

## Biografía
Después de terminar quinto en el Tour de l'Avenir 1981, Bernard Gavillet se convirtió en profesional en 1982 y compitió hasta 1989. Durante su carrera, logró 4 victorias.
En 1984, se consagró campeón suizo de montaña.
Participó en 4 Tours de Francia, clasificándose 34.º en 1983, 20.º en 1984, 28.º en 1986 y 57.º en 1987.
Fue uno de los lugartenientes de Beat Breu y Laurent Fignon.
Bernard Gavillet falleció el 13 de junio de 2024 a los 64 años.

## Palmarés

#### Suiza[4]
- 1977
  - Martigny-Mauvoisin
  - 3.º en el campeonato suizo de ruta juniors
- 1981
  - 1.ª etapa del Tour de Suiza Central
  - Sierre-Loye Prólogo y 2.ª etapa del Tour de Suiza Oriental
  - 3.º en el Tour del Leimental
  - 3.º en el campeonato suizo de persecución
- 1982
  - 2.º en Sierre-Loye 1983 Martigny-Mauvoisin
  - 2.º en el Gran Premio del cantón de Argovia
  - 2.º en el Campeonato suizo de montaña
- 1984
  - Campeonato de Suiza de Ciclismo en Ruta
  - Tour del Cantón de Ginebra
- 1986
  - 2.ª etapa del Tour de Francia (contrarreloj por equipos)
  - 2.º en Martigny-Mauvoisin
  -  3º en el campeonato suizo de montaña
- 1987
  - 5ª etapa del Gran Premio Guillermo Tell (contrarreloj)
  -  2.º en el campeonato suizo de montaña
  - 2.º en Martigny-Mauvoisin
  - 2.º en el Gran Premio Guillermo Tell
  - 3.º en el Tour del Hegiberg

### Resultados en Grandes Vueltas

#### Tour de Francia
4 participaciones:
- Tour de Francia 1983: 34.º
- Tour de Francia 1984: 20.º
- Tour de Francia 1986: 28.º, ganador de la 2.ª etapa
- Tour de Francia 1987: 57.º

#### Giro de Italia
4 participaciones:
- Giro de Italia 1982: 36.º
- Giro de Italia 1984: 29.º
- Giro de Italia 1985: abandono
- Giro de Italia 1989: abandono

#### Vuelta a España
1 participación:
- Vuelta a España 1987: abandono (7.ª etapa)